# 에페
에페(프랑스어: épée, [epe]; 영어: épée, epee, /ˈɛpeɪ, ˈeɪ-/)는 현대의 결투 검들 중 하나로, 스몰소드(레이피어의 변형 검으로, 펜싱에 사용)이다. 에페는 프랑스어로 검을 뜻한다.

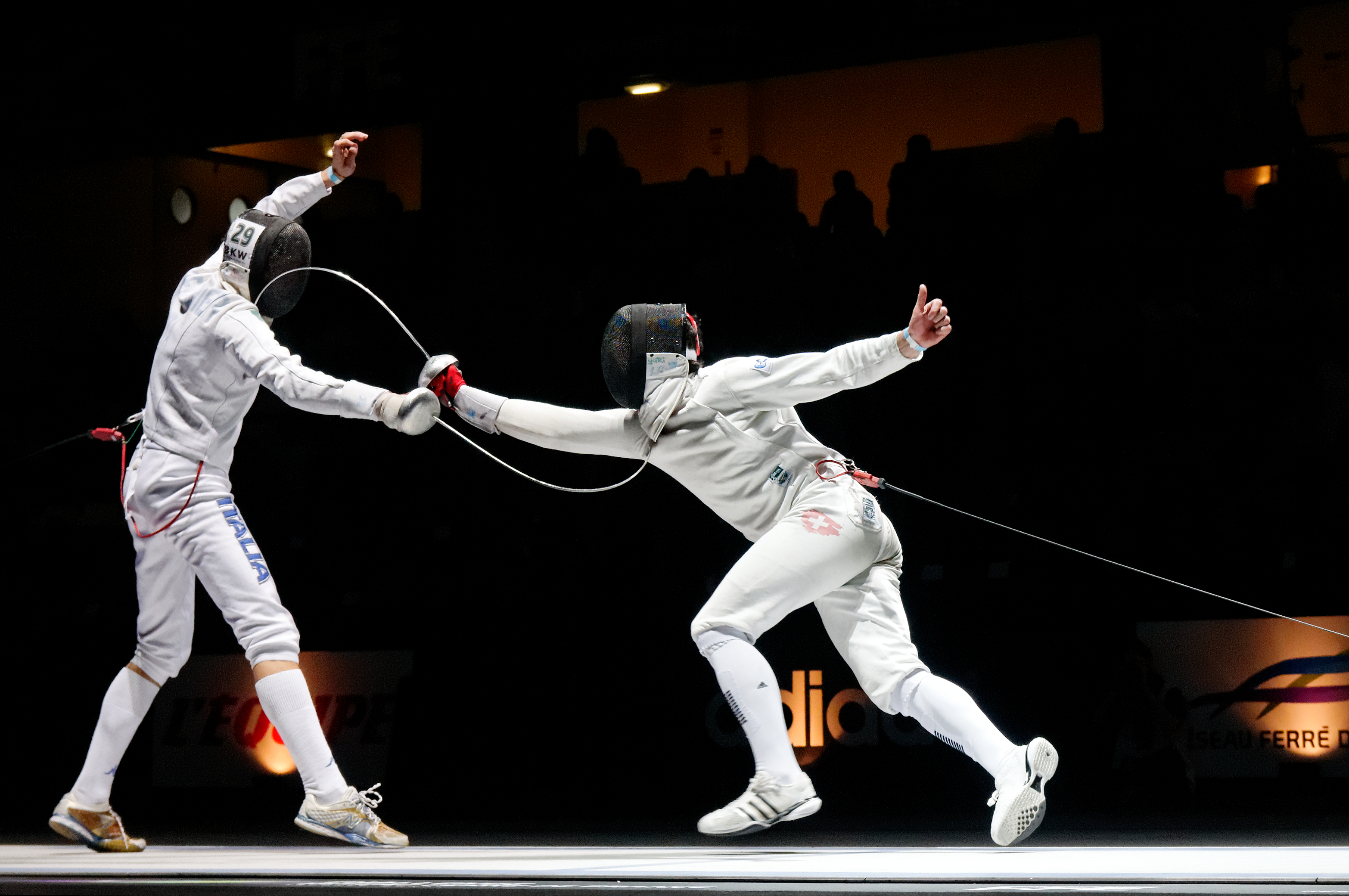
2012년 파비안 카우터 (스위스) 와 디에고 콘팔로녜리 (이탈리아) 간의 트로페 몽디알의 결승전의 에페 경기

찌르기형 검이라는 점(사브르와 다르다.)에 대해서 플뢰레와 비슷하나, 잘 휘어지지 않으며, 검의 교점인 풀러가 V-형태이고, 손잡이가 더 크고 무겁다. 기술 또한 플뢰레와 차이점이 있는데, 이는 에페가 프리오리테 (priorité: 공격 우선권) 규칙이 적용되지 않는 검이기 때문이다. 더 나아가서, 투셰 (toucher: 득점)는 전신에 유효하다. 즉 어느 부위를 찔러도 득점이 된다. 다만 컴퓨터가 점수를 매기기 때문에 컴퓨터 오작동에 인한 오심이 간혹 있을 수도 있다.

## 배경

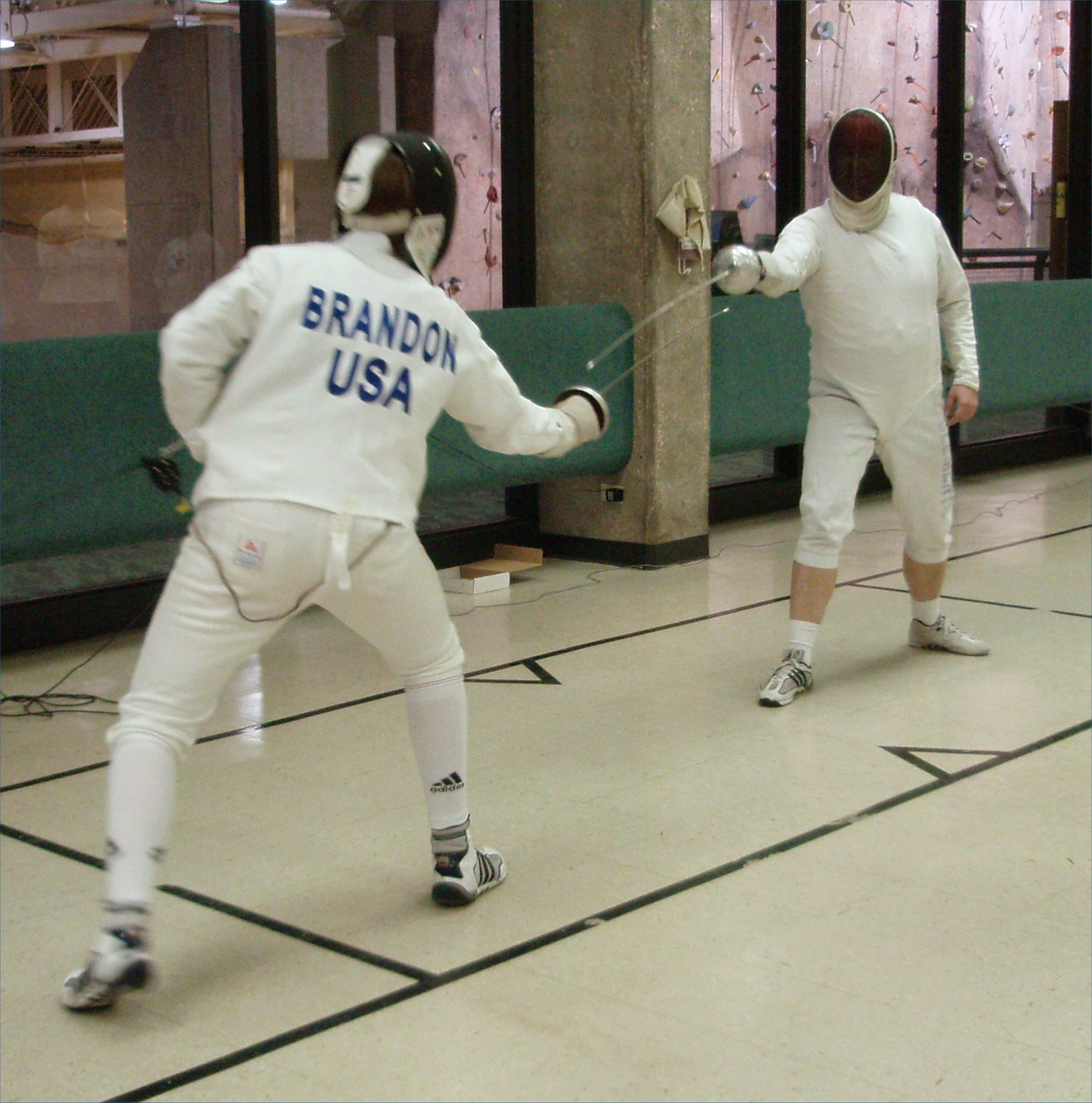
전자 에페 펜싱

현대 펜싱 스포츠는 세 종목 (플뢰레, 사브르, 에페) 이 있는데, 이 세 종목들 중에서 에페만이 전신을 표적으로 하고 있다. 에페는 현대 펜싱에 사용되는 검들 중에 가장 무겁다. 에페를 사용하는 펜싱에서는 상당한 인내심과 정확도 스피드가 요구된다. 전신에 투셰가 유효하므로, 성공적인 에페 펜서들은 상대방 선수의 움직임을 읽어내고 적시에 상대를 반격하여 찔러야 한다.
상급 대회에서 땅을 찔러 투셰가 되는 것을 막기 위해 특수 피스트 위에서 경기를 치른다. 사브르와 플뢰레와는 다르게 에페에서는 프리오리테 규칙이 존재하지 않으며, 일단 투셰를 기록하면 무조건 득점할 수 있다. 투셰는 전자기기가 인식한 그대로, 즉 먼저 램프가 점등된 쪽에 무조건 투셰를 인정한다. 또한 동시타도 득점으로 인정되는데, 동시타는 양쪽이 공격하는 시간차가 0.04초 이하일때에만 가능하며, 양쪽이 모두 1점씩 가져간다.

## 상세 설명

에페 펜서. 오렌지색으로 칠해진 부분 (전신) 이 유효한 부분이다.

현대 에페 펜싱에서 성인용 검 (5호) 은 검 손잡이에서 끝까지의 길이가 90cm이다. 가장 무거운 에페 검은 770g이지만, 실전에서는 300에서 450g 사이의 훨씬 가벼운 검을 활용한다. 13세 이하 어린이용 에페 (2호)는 그보다 더 짧고 가벼우며, 활용하기 더 용이하다.
에페는 사각형 교점을 가진 플뢰레와 사브르와는 다르게 3각형 교점을 가지고 있다. 실전에서 투셰가 인정되는 찌르기는 검 끝이 눌릴 정도의 힘이 필요하다. 규정에 따르면, 투셰가 인정되는 찌르기의 힘은 최소 750그램힘 (7.4N) 이어야 한다. 양손도 유효한 표적이므로 손잡이는 플뢰레보다 큰것이어야 한다. 손잡이는 일반적으로 알루미늄이나 스테인레스로 되어 있다. 검의 손잡이쪽 끝으로는 전선줄이 있으며, 이는 득점 장비와 연결되어 있다. 에페의 손잡이와 검날은 모두 득점 장비와 연결되어, 무기를 쳤을 때 투셰로 인정되는 것을 막는다.

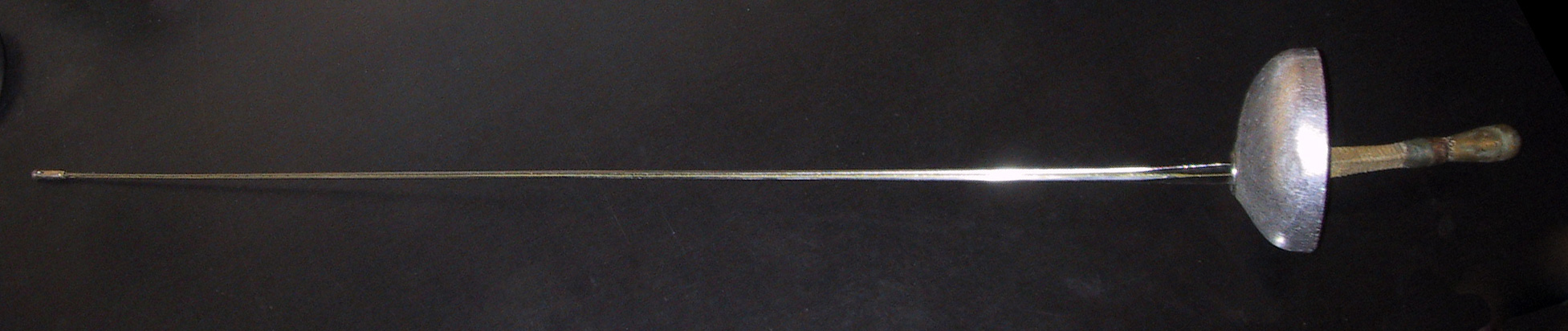
프렌치 그립을 가진 전자 에페

V자형 검으로 생긴 검날 안쪽으로는 전선이 두줄로 되어 있는데, 이 전선은 검의 끝과 손 보호대 아래의 연결대까지 뻗어져 있다. 이 전선은 강력접착제로 고정되어 있다. 이 강력접착제는 펜서가 접착제로 인해 발생하는 전자장비의 오작동 발생을 최소화하기 위해 (접착제는 절연재이므로, 접착제가 옷의 표적에 묻어 있으면 전류가 흐르지 않아, 접착제가 묻은 곳을 찌를 때 득점이 나지 않는다.) 전선이 떨어지지 않을 정도로만 최소한으로 사용한다. 몸통 코드는 소켓이 세개로된 플러그로 이루어져 있으며, 각 소켓은 펜서가 겹쳐 아래에 입은 옷과 손잡이를 연결하며, 이는 점수 인식기로 연결되어 있다. 점수 인식기는 검 끝이 찌르기를 인식하면 펜싱 장비가 빛을 내며 가청음을 내도록 하고 있다.
에페 끝부분은 여러 부분으로 나뉘는데, 버섯 모양의 이동식 끝부분, 이를 본체와 연결하는 "배럴", 그리고 접촉 스프링과, 재생 스프링으로 구성되어 있다. 검의 끝부분은 두개의 그러브 나사로 고정되어 있는데, 이는 가느다란 구멍에 엮여 배럴 한쪽에 위치해 있다. 그러브 나사는 검의 끝부분을 지지해주며, 자유로운 동작을 가능케 해준다. 위의 나사 지지방식이 흔하지만, 일부 선수들은 나사없는 에페검을 사용하기도 한다. 재생 스프링은 750그램힘까지는 투셰를 감지하지 못하도록 해야 한다. 그리고, 에페 끝부분은 검 끝부분과 배럴 사이에 1.5mm의 심을 가져야 하는데, 그에 따라 0.5mm의 심에서 투셰로 인정되는 일이 없어야 한다.접촉 스프링은 검 끝부분의 내부 혹은 외부에 위에 명시된 거리를 유지하는데 필요하다. 위 기능들은 선수들이 매회전을 시작할 때마다 시험이 이루어진다. 경기에서, 펜서들은 최소한 검 두자루와 두 몸통 전선을 오작동에 대비하여 필요로 한다.
모든 펜싱 무기는 템포가 다르며, 플뢰레와 마찬가지로 에페의 템포는 느리며, 간혹 갑작스러운 찌르기가 나온다. 반면 사브르는 항상 템포가 빠르게 진행된다. 에페는 동시타가 인정되기 때문에, 한두점이라도 앞서면 경기를 훨씬 더 수월하게 이끌 수 있다. 빠른 속도보다는 정확도와 침착성이 타종목에 비해서 훨씬 더 중요하고 조금이라도 더 긴 거리를 확보할 수 있는 신장이 매우 중요하다.

## 역사
에페 (épée)는 프랑스어로 단순히 "검" (로마 시대의 검인 스파타에서 유래) 을 뜻한다. 1880년대에 에페는 펜싱 스포츠 무기로 사용되며 영단어로 도입되었다.
플뢰레 (fleuret)의 경우처럼, 에페도 스몰 소드처럼 일반 시민들이 쓰는 검에서 발전하였는데, 이는 17세기 말에 결투에서 흔히 쓰였던 레이피어를 대체하였다.
19세기에 결투용 검으로 쓰이기 시작하였는데, 이는 정부의 압력으로 인해 결투에서 누가 사망하는가 보다 "누가 피를 먼저 보게 되느냐"로 방식이 변경되었기 때문이다.그래서 펜싱 도복이 흰색으로 바뀐것이다  이 방식으로 인해, 결투에서의 승리자는 상대 손목에 칼자국을 내거나 다른 부위에 상처를 입힌 자가 되었다. 이 방식이 현대의 에페 펜싱 규정으로 굳어졌으며, 검 형태를 결정지었다. 17세기 중반을 기점으로 손 보호대가 큰 레이피어가 만들어졌으나, 19세기 이전까지 널리 퍼지지는 않았다.
현재, 에페 펜싱은 19세기 결투와 흡사하다. 에페 펜서는 검의 끝으로 상대를 찔러야 한다. 에페, 플뢰레와 사브르의 차이점은 펜서들의 코르-아-코르 (corps-à-corps, 접촉) 가 공격을 "고의성" 없이는 반칙이 아니라는 것이다. 그러나, 코르-아-코르는 경기에서 "알트" (halt, 정지)를 선언하도록 한다.
전자장비 도입 이전, 에페이스트는 퐁 다레 (point d'arrêt, 정지 장치)를 사용하였는데, 이는 3개의 작은 가시로 되어 있어 상대의 옷이나 마스크에 붙어, 심판이 투셰를 쉽게 확인할 수 있도록 하였다. 퐁 다레의 가시는 에페 펜싱을 고통스럽게 하였고, 에페이스트가 자켓 소매 안에 흘린 눈물로 확인 할 수 있다. 현재 비전자식 에페 (훈련용)는 플라스틱 단추를 활용한다.

## 같이 보기
- 펜싱
- 플뢰레
- 사브르
- 스몰 소드
- 콜리셰마르드